# Diocesi di Nashville

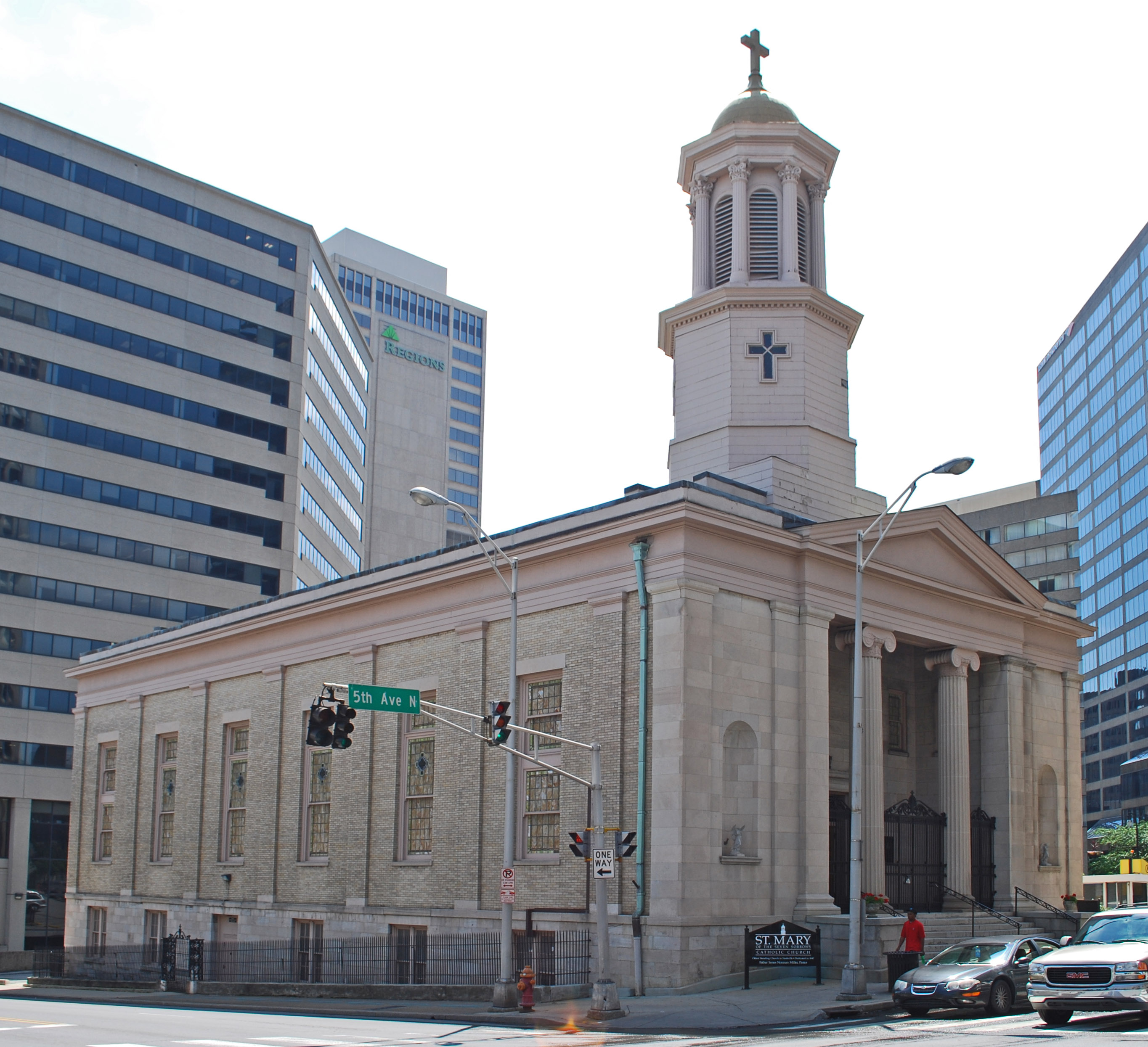
La chiesa di Santa Maria dei Sette Dolori, che funse da cattedrale diocesana fino al 1914.

La diocesi di Nashville (in latino: Dioecesis Nashvillensis) è una sede della Chiesa cattolica negli Stati Uniti d'America suffraganea dell'arcidiocesi di Louisville. Nel 2021 contava 84.637 battezzati su 2.793.550 abitanti. È retta dal vescovo Joseph Mark Spalding.

## Territorio
La diocesi si estende nella parte centrale del Tennessee negli Stati Uniti d'America e comprende le seguenti contee: Bedford, Cannon, Cheatham, Clay, Coffee, Davidson, DeKalb,
Dickson, Franklin, Giles, Grundy, Hickman, Houston, Humphreys, Jackson, Lawrence, Lewis, Lincoln, Loudon, Macon, Marion, Marshall, Maury, McMinn, Monroe, Montgomery, Moore, Morgan, Overton, Perry, Polk, Putnam, Rhea, Roane, Robertson, Rutherford, Scott, Sequatchie, Sevier, Smith, Stewart, Sullivan, Sumner, Trousdale, Van Buren, Warren, Washington, Wayne, White, Williamson e Wilson.
Sede vescovile è la città di Nashville, dove si trova la cattedrale dell'Incarnazione (Cathedral of the Incarnation).
Il territorio si estende su 42.222 km² ed è suddiviso in 52 parrocchie, raggruppate in 5 decanati.

## Storia
La diocesi è stata eretta il 28 luglio 1837 con il breve Universi Dominici Gregis di papa Gregorio XVI, ricavandone il territorio dalla diocesi di Bardstown (oggi arcidiocesi di Louisville).
Originariamente suffraganea dell'arcidiocesi di Baltimora, il 19 luglio 1850 entrò a far parte della provincia ecclesiastica dell'arcidiocesi di Cincinnati, e il 10 dicembre 1937 di quella dell'arcidiocesi di Louisville.
La diocesi comprendeva l'intero Stato del Tennessee, finché non cedette porzioni del suo territorio per l'erezione della diocesi di Memphis il 20 giugno 1970 e della diocesi di Knoxville il 27 marzo 1988.
La primitiva cattedrale della diocesi, la chiesa del Santo Rosario, fu distrutta e al suo posto venne costruito il Campidoglio di Nashville. Seconda cattedrale diocesana fu la chiesa di Santa Maria dei Sette Dolori, che funse da sede episcopale fino al 1914, quando fu inaugurata l'odierna cattedrale.

## Cronotassi dei vescovi
Si omettono i periodi di sede vacante non superiori ai 2 anni o non storicamente accertati.
- Richard Pius Miles, O.P. † (28 luglio 1837  - 21 febbraio 1860 deceduto)
- James Whelan, O.P. † (21 febbraio 1860 succeduto - 23 settembre 1863 dimesso[1])
- Patrick Augustine Feehan † (7 giugno 1865 - 10 settembre 1880 nominato arcivescovo di Chicago)
- Joseph (James) Rademacher † (3 aprile 1883 - 15 luglio 1893 nominato vescovo di Fort Wayne)
- Thomas Sebastian Byrne † (10 maggio 1894 - 4 settembre 1923 deceduto)
- Alphonse John Smith † (23 dicembre 1923 - 16 dicembre 1935 deceduto)
- William Lawrence Adrian † (6 febbraio 1936 - 4 settembre 1969 ritirato[2])
- Joseph Aloysius Durick † (4 settembre 1969 succeduto - 2 aprile 1975 dimesso)
- James Daniel Niedergeses † (8 aprile 1975 - 13 ottobre 1992 ritirato)
- Edward Urban Kmiec † (13 ottobre 1992 - 12 agosto 2004 nominato vescovo di Buffalo)
- David Raymond Choby † (20 dicembre 2005 - 3 giugno 2017 deceduto)
- Joseph Mark Spalding, dal 21 novembre 2017

## Statistiche
La diocesi nel 2021 su una popolazione di 2.793.550 persone contava 84.637 battezzati, corrispondenti al 3,0% del totale.
| anno | popolazione | popolazione | popolazione | presbiteri | presbiteri | presbiteri | presbiteri                | diaconi | religiosi | religiosi | parrocchie |
| anno | battezzati  | totale      | %           | numero     | secolari   | regolari   | battezzati per presbitero | diaconi | uomini    | donne     | parrocchie |
| ---- | ----------- | ----------- | ----------- | ---------- | ---------- | ---------- | ------------------------- | ------- | --------- | --------- | ---------- |
| 1950 | 37.501      | 3.250.000   | 1,2         | 119        | 89         | 30         | 315                       |         | 68        | 455       | 55         |
| 1966 | 85.710      | 3.883.000   | 2,2         | 160        | 124        | 36         | 535                       |         | 98        | 494       | 75         |
| 1970 | 90.595      | 4.015.760   | 2,3         | 167        | 122        | 45         | 542                       |         | 123       | 498       | 81         |
| 1976 | 57.609      | 2.840.000   | 2,0         | 102        | 79         | 23         | 564                       | 25      | 44        | 248       | 56         |
| 1980 | 65.981      | 2.879.000   | 2,3         | 113        | 74         | 39         | 583                       | 26      | 61        | 163       | 61         |
| 1990 | 47.395      | 1.493.281   | 3,2         | 70         | 51         | 19         | 677                       | 34      | 20        | 191       | 50         |
| 1999 | 63.363      | 1.824.375   | 3,5         | 74         | 53         | 21         | 856                       | 27      | 4         | 153       | 50         |
| 2000 | 70.587      | 1.959.257   | 3,6         | 69         | 48         | 21         | 1.023                     | 53      | 25        | 151       | 50         |
| 2001 | 73.652      | 1.985.023   | 3,7         | 68         | 44         | 24         | 1.083                     | 54      | 26        | 149       | 50         |
| 2002 | 69.480      | 2.106.868   | 3,3         | 73         | 48         | 25         | 951                       | 55      | 27        | 176       | 51         |
| 2003 | 70.623      | 2.097.905   | 3,4         | 74         | 49         | 25         | 954                       | 53      | 26        | 191       | 51         |
| 2004 | 71.188      | 2.105.161   | 3,4         | 75         | 47         | 28         | 949                       | 52      | 29        | 183       | 51         |
| 2013 | 78.700      | 2.444.050   | 3,2         | 89         | 62         | 27         | 884                       | 69      | 30        | 265       | 53         |
| 2016 | 79.521      | 2.563.058   | 3,1         | 86         | 64         | 22         | 924                       | 97      | 24        | 250       | 52         |
| 2019 | 85.600      | 2.693.600   | 3,2         | 95         | 76         | 19         | 901                       | 93      | 19        | 303       | 52         |
| 2021 | 84.637      | 2.793.550   | 3,0         | 96         | 80         | 16         | 881                       | 89      | 17        | 335       | 52         |